# Orvasca panabra
Orvasca panabra is een donsvlinder uit de familie van de spinneruilen (Erebidae). De wetenschappelijke naam van de soort is, als Porthesia panabra, voor het eerst geldig gepubliceerd in 1902 door Alfred Jefferis Turner. Deze naam wordt door verschillende auteurs als een synoniem van Orvasca paradoxa (Butler, 1886) beschouwd.